# Sitotroga cerealella
La tignola del grano (Sitotroga cerealella (Oliv., 1789)) è un lepidottero della famiglia Gelechiidae.